# Lithocarpus floccosus
Lithocarpus floccosus är en bokväxtart som beskrevs av Cheng Chiu Huang och Yong Tian Chang. Lithocarpus floccosus ingår i släktet Lithocarpus och familjen bokväxter. Inga underarter finns listade.